# A mi kis titkunk
A mi kis titkunk (eredeti cím: Our Little Secret) 2024-ben bemutatott amerikai romantikus filmvígjáték, amelyet Stephen Herek rendezett. A főbb szerepekben Lindsay Lohan, Ian Harding, Tim Meadows, Jon Rudnitsky és Henry Czerny látható.
Amerikában és Magyarországon 2024. november 27-én mutatták be a Netflix.

## Cselekmény
Avery és Logan gyerekkoruk óta ismerik egymást, szoros barátságuk idővel párkapcsolattá alakult. Amikor Avery elfogad egy londoni álláslehetőséget, Logan megpróbálja megkérni a kezét a búcsúbuliján, ám a lány szakít vele, mert kényelmetlenül érzi magát a nyomás miatt.
Tíz évvel később karácsonykor véletlenül újra találkoznak, ekkor mindketten a Morgan testvérpár, Cameron és Cassie partnerei. Avery, akit kellemetlenül érint a helyzet, megkéri Logant, hogy titkolják el a múltjukat a testvérek túlságosan rámenős édesanyja, Erica előtt. Amikor a Morgan család az éves karácsonyi portréjára készül, Averyt és Logant küldik el fenyőfát venni. Útközben Logan megkéri Averyt – aki üzleti ajánlatok specialistája –, hogy segítsen neki egy építészeti prezentáció elkészítésében. Cserébe ő is segít Averynek elnyerni a Morgan szülők szimpátiáját.
Később Avery véletlenül megeszik néhány THC-s gumicukrot, amit a legfiatalabb Morgan, Callum kabátzsebében talált. Logan felismeri a hibát, és megpróbálja lemondani a 16 órás misén vállalt bibliaolvasást, amire Avery jelentkezett, hogy lenyűgözze a családot. Az édesség hatása alatt azonban Avery improvizálni kezd, és Betlehem történetét a Kool & the Gang „Celebration” című dalának szövegével meséli el. Meglepő módon a gyülekezet csatlakozik hozzá, és még a pap is megdicséri a produkciót.
Aznap este, a kajálási roham miatt Avery megeszi Erica féltve őrzött süteményeit, majd a családi kutyára fogja a dolgot. Erica pánikba esik, és az aprócska kutyát azonnal az állatorvoshoz viszi. Avery is elkíséri, és négyszemközt bevallja a vétkét az állatorvosnak, majd egy tetemes összeget fizet, hogy az titokban maradjon. Amikor visszatérnek, hősként állítja be magát, de Logan leszidja, amiért ezzel veszélybe sodorta a titkukat. A beszélgetést Callum is kihallgatja, és megígéri, hogy megtartja a titkot, de elkéri Avery számát, célzatosan jelezve, hogy ennek ára lesz.
Egy esti kiruccanás során Cameron volt barátnője, Sophie váratlanul csatlakozik a társasághoz. Amikor Averyt felhívja apja ingatlanosa, hogy elkérje a házkulcsot, Logan felajánlja, hogy elviszi. A gyerekkori otthonban Avery elárulja, mennyire hiányzik neki az elhunyt édesanyja, és Logan megvigasztalja. Hazafelé menet még útba ejtik Callumot is, akihez korábban alkoholt juttattak, és most teljesen lerészegedett.
A szentestei vacsorán számos titok napvilágra kerül. Kiderül, hogy Avery és Logan ugyanabból a kisvárosból származnak, Sophie pedig bejelenti, hogy visszaköltözik. Logan véletlenül felfedezi, hogy Erica férje, Leonard viszonyt folytat Sophie anyjával, Marge-dzsal, aki egyben Stan felesége is. A „Titkos Mikulás” ajándékozás során összekeverednek az ajándékok, ami még több kellemetlenséget szül. Miközben Avery és Logan négyszemközt rendre utasítják Callumot, Logan anyja és nagymamája váratlanul megjelennek. Logan figyelmezteti az anyját, hogy tegyen úgy, mintha nem ismerné Averyt, de a nagymama gyorsan leleplezi a volt szerelmeseket. Hamarosan további titkok is kiderülnek: Callum felfedi Avery korábbi hazugságait, és Leonard afférja is nyilvánosságra kerül. Avery ezek után elhagyja a Morgan család házát.
Később Avery apja hazaér az utazásából, és meglepetésként átadja neki gyerekkori otthona kulcsát, Logan kérte meg erre, tudva, hogy mennyit jelent a ház Averynek. Hálából Avery ráveszi Ericát, hogy adja át Logan pályázatát Stannek, aki végül meg is kapja az állást. Avery lakásavatóján Logan második esélyt kér. Szerelmet vallanak egymásnak és megcsókolják egymást. Egy évvel később már az esküvőjüket tervezik és együtt élnek. Logan főnöke, Stan, süteményes dobozzal toppan be, mielőtt találkozna a Morgan gyerekekkel új szerelmével, Ericával. Később Avery és Logan összeházasodnak.

## Szereplők
| Szerep     | Színész           | Magyar hang        |
| ---------- | ----------------- | ------------------ |
| Avery      | Lindsay Lohan     | Bogdányi Titanilla |
| Logan      | Ian Harding       | Szatory Dávid      |
| Stan       | Tim Meadows       | Ifj. Fillár István |
| Cameron    | Jon Rudnitsky     | Blahó Gergely      |
| Mitchell   | Henry Czerny      | Mihályfi Balázs    |
| Margaret   | Judy Reyes        | Hámori Eszter      |
| Állatorvos | Chris Parnell     | Hirtling István    |
| Erica      | Kristin Chenoweth | Fodor Annamária    |
| Leonard    | Dan Bucatinsky    | Czvetkó Sándor     |
| Cassie     | Katie Baker       | Laudon Andrea      |
| Callum     | Jake Brennan      | Nagy Gereben       |
| Sophie     | Ash Santos        | Nagy Blanka        |
| Paul       | Brian Unger       | Papucsek Vilmos    |
| Cheryl     | Bobbie Eakes      | Farkasinszky Edit  |

### Magyar változat
- Magyar szöveg: Fülöp Áron
- Hangmérnök: Nemes László
- Vágó: Simkóné Varga Erzsébet
- Gyártásvezető: Hódos Edina
- Szinkronrendező: Bercsényi Péter
- Produkciós vezető: Hagen Péter

A szinkront a Mafilm Audio Kft. készítette el.

## A film készítése
2024. január 22-én a Netflix bejelentette, hogy Lindsay Lohan lesz a főszereplője A mi kis titkunk című filmnek, amelynek forgatási munkálatai Atlantában zajlottak, és február végéig tartottak. A szereplőgárda további tagjai: Kristin Chenoweth, Ian Harding, Jon Rudnitsky, Chris Parnell, Tim Meadows, Dan Bucatinsky, Henry Czerny, Katie Baker, Ash Santos, Jake Brennan és Brian Unger. A filmet Stephen Herek rendezte Hailey DeDominicis forgatókönyve alapján, akinek ez az első hivatalosan megvalósult filmforgatókönyve. A producerek Mike Elliott és Lisa Gooding voltak, míg Joseph P. Genier vezető producerként vett részt a projektben. A film Lindsay Lohan kétfilmre szóló megállapodásának része a Netflixszel, amelyet 2022 márciusában kötött meg, és ez a harmadik egymást követő romantikus vígjátéka a streamingszolgáltatónál, a Karácsonyi románc és Az ír kívánság után.
Lohan úgy jellemezte a filmet, mint egy sokkal „földhözragadtabb” és „könnyebben azonosulható” alkotást korábbi Netflix-projektjeihez képest. Azt mondta: „Az tetszik benne, hogy a karakterem nagyon is valós, romantikus küzdelmen megy keresztül: újra találkozik valakivel a múltjából, akivel korábban kapcsolata volt, és ez egyfajta érzelmi huzavonához vezet, ahol nem tudja, mit tegyen.” Lohan és Ian Harding elárulták, hogy a karaktereik közötti intimebb, érzelmes jeleneteket vették fel először, ami segített nekik abban, hogy jobban megértsék a kapcsolatukat és annak mélységét, mielőtt a „kínos” jeleneteket forgatták volna le. Harding elmondta, hogy számára az jelentette a fő vonzerőt, hogy Lohan mellett szerepelhetett. Kristin Chenoweth pedig azt nyilatkozta, hogy mindig is szeretett „gonosz” szerepeket játszani, ezért is vonzotta a karakter, akit elvállalt  hozzátette, hogy a szerepét a The Real Housewives of Atlanta című reality show inspirálta és olyan komikák, mint Teri Garr és Carol Burnett hatottak az alakítására. A szereplők elárulták, hogy a film jelentős részét díszletben, stúdióban forgatták. Dan Bucatinsky kezdetben vonakodott elvállalni a szerepet karaktere kora és viszonylag kevés képernyőideje miatt, de improvizációval és forgatókönyvi javaslatokkal bővítette a szerepét. Végül a karrierje egyik „leggazdagítóbb” élményeként tekintett a projektre.
A film eredeti címe Merry Exmas volt, azonban Lindsay Lohan javaslatára megváltoztatták azt, hogy ne társítsák kizárólag a karácsonyi időszakhoz. Ő így fogalmazott: „Ez nagy szerepet játszott abban, hogy elvállaltam a filmet, ez egy lány története, aki egy nagyon is valós élethelyzeten megy keresztül, és épp csak történetesen karácsonykor játszódik. [...] Nem egy karácsonyi túlterhelésről van szó.” Lohan azt is nagyra értékelte, hogy a Netflix produceri kreditet adott neki, ami több beleszólást biztosított számára a film alakulásába: „Valódi producerként dolgozhattam, nem csupán mint executive producer. Megbíztak bennem, én foghattam a gyeplőt, és figyelembe vették az ötleteimet, legyen szó szereplőválogatásról, jelmezekről, vagy akár egyes vágásokkal kapcsolatos javaslataimról is.”